# 布朗森 (愛荷華州)
布朗森（英語：Bronson）是一個位於美國愛荷華州伍德伯里縣的城市。

## 地理
布朗森的座標為42°24′34″N 96°12′42″W / 42.40944°N 96.21167°W，而該地的平均海拔高度為342米（即1122英尺）。

## 人口
根據2010年美國人口普查的數據，布朗森的面積為0.80平方千米，當中陸地面積為0.80平方千米，而水域面積為0.00平方千米。當地共有人口322人，而人口密度為每平方千米402人。